# Gornorechensky
Gornorechensky (russo: Горноре́ченский, rio da montanha) é um Assentamento de tipo urbano localizado no Distrito de Kavalerovsky, no Krai do Litoral, Federação Russa. Está situada a 2km leste de Kavalerovo, com que está conectada por uma autoestrada. Sua população é de 3.420 habitantes.
Fundada como assentamento de Kentsukhe (Кенцухе) em 1945, foi renomeada para Gornorechensky em 29 de Dezembro de 1972. O status de Assentamento de tipo urbano foi cedido em 1979.